# ساجدة خير الله طلفاح
ساجدة خير الله طلفاح المسلط (1944-) زوجة الرئيس العراقي السابق صدام حسين.

## حياتها
ولدت في مدينة تكريت بمحافظة صلاح الدين لعائلة مكونة من خمسة إخوة وأخوات، والدها خير الله طلفاح خال صدام حسين، شقيقها عدنان خير الله وزير الدفاع، وأختها الصغرى من الأب «إلهام خير الله» تزوجت وطبان إبراهيم التكريتي أخي زوجها من الأم، وأختها من الأب «أحلام خير الله» تزوجت برزان التكريتي الذي لقّبها «شجرة الدر».
عملتْ معلمةً في مدرسة ابتدائية ثم أصبحت مديرة إحدى المدارس المنصور بجانب الكرخ في بغداد. بعد انقلاب عام 1968.

### حياتها الأسرية
تزوجت صدام حسين عام 1963م، وأنجبت له ابنين عدي عام 1964 وقصي عام 1967 وثلاث بنات رغد عام 1968 ورنا عام 1971 وحلا عام 1977.

### الغزو الأمريكي للعراق وانتقالها لدولة قطر
عند سقوط بغداد في أبريل 2003 لجأت مع بناتها وأحفادها إلى الأردن ثم انتقلت للعيش في قطر مع ابنتها الصغرى حلا عام 2004م.